# Bradford (Illinois)
Bradford – wieś w Stanach Zjednoczonych, w stanie Illinois, w hrabstwie Stark.